# Babel noir
Babel noir est une collection d'édition de romans noirs au format poche, créée par les éditions Actes Sud en 1997 en Arles et dirigée par Jean-Christophe Brochier. Elle accueille notamment depuis 2008 les rééditions de la collection Actes noirs du même éditeur.

## Liste des titres
La numérotation est tout d'abord incluse dans la collection principale Babel, jusqu'au numéro 491, puis à partir de 2005, la collection possède sa numérotation propre.

### Numérotation incluse dans celle de la collection Babel
1. C'est toujours les autres qui meurent par Jean-François Vilar, 1997
2. Maison qui pleure par Dagory, 1997
3. Le Diable vert par Muriel Cerf, 1997
4. Le Dernier des grands romantiques par Joseph Périgot, 1997
5. Gentil, Faty ! par Frédéric H. Fajardie, 1997
6. Une simple chute par Michèle Lesbre, 1997
7. La Tendresse du loup par Jean-Pierre Bastid, 1997
8. Schizo par Gérard Delteil, 1998
9. Bastille tango par Jean-François Vilar, 1998
10. Les Barricades mystérieuses par Sébastien Lapaque, 1998
11. Du passé faisons table rase par Thierry Jonquet, 1998
12. Querelleur par Frédéric H. Fajardie et Ruf Moreau, 1998
13. La Mort à Lubeck par Anne Secret, 1998
14. Que la nuit demeure par Michèle Lesbre, 1999
15. Mon colonel par Francis Zamponi, 1999
16. Comedia par Thierry Jonquet, 1999
17. Un traître chez les totos par Guy Dardel, 1999
18. Colchiques dans les prés par Serge  Quadruppani, 2000
19. Stringer par Jean-Paul Jody, 2000
20. Dernier tango à Buenos Aires par Gérard Delteil, 2000
21. In nomine patris par Francis Zamponi, 2000
22. Parcours santé par Jean-Paul Jody, 2001
23. Adieu gadjo par Éric Legastelois, 2001
24. Décorum par Dominique Legrand, 2001
25. Le Don du sang par Francis Zamponi, 2001

### Numérotation propre à la collection Babel noir
| No  | Auteur                                | Titre                                                                                     | Titre original                               | Année de parution dans la collection |
| --- | ------------------------------------- | ----------------------------------------------------------------------------------------- | -------------------------------------------- | ------------------------------------ |
| 001 | Mussard, Firmin                       | Fausse Passe                                                                              | –                                            | 2005                                 |
| 002 | Wagneur, Alain                        | Terminus plage                                                                            | –                                            | 2005                                 |
| 003 | Colin-Olivier, Philippe               | Festival de came                                                                          | –                                            | 2006                                 |
| 004 | Ferroul, Pascale                      | David sur ordonnance                                                                      | –                                            | 2006                                 |
| 005 | Attia, Maurice                        | Alger la noire                                                                            | –                                            | 2006                                 |
| 006 | Delperdange, Patrick                  | Coup de froid                                                                             | –                                            | 2006                                 |
| 007 | Maisonneuve, Michel                   | Le Chien tchétchène                                                                       | –                                            | 2006                                 |
| 008 | Sigaud, Dominique                     | L'Inconfort des ordures                                                                   | –                                            | 2007                                 |
| 009 | May, Peter                            | Meurtres à Pékin                                                                          | The Firemaker                                | 2007                                 |
| 010 | Ekman, Kerstin                        | Crimes au bord de l'eau                                                                   | Händelser vid vatten                         | 2007                                 |
| 011 | Garcia-Roza, Luiz Alfredo             | Le Silence de la pluie                                                                    | O silêncio da chuva                          | 2007                                 |
| 012 | Claude, Hervé                         | Mort d'une drag-queen                                                                     | –                                            | 2007                                 |
| 013 | Attia, Maurice                        | Pointe rouge                                                                              | –                                            | 2007                                 |
| 014 | Wagneur, Alain                        | Hécatombe-les-Bains                                                                       | –                                            | 2008                                 |
| 015 | May, Peter                            | Le Quatrième Sacrifice                                                                    | The Fourth Sacrifice                         | 2008                                 |
| 016 | Lesbre, Michèle                       | Une simple chute                                                                          | –                                            | 2008                                 |
| 017 | Lesbre, Michèle                       | Que la nuit demeure                                                                       | –                                            | 2008                                 |
| 018 | McGahan, Andrew                       | Derniers Verres                                                                           | Last Drinks                                  | 2008                                 |
| 019 | May, Peter                            | Les Disparues de Shanghai                                                                 | The Killing Room                             | 2008                                 |
| 020 | Vilar, Jean-François                  | C'est toujours les autres qui meurent                                                     | –                                            | 2008                                 |
| 021 | Fajardie, Frédéric H.                 | Gentil, Faty !                                                                            | –                                            | 2008                                 |
| 022 | A. D. G.                              | J'ai déjà donné...                                                                        | –                                            | 2008                                 |
| 023 | Muratet, François                     | Stoppez les machines                                                                      | –                                            | 2008                                 |
| 024 | Davidsen, Leif                        | L'Épouse inconnue                                                                         | Den ukendte hustru                           | 2009                                 |
| 025 | Schenkel, Andrea Maria                | La Ferme du crime                                                                         | Tannöd                                       | 2009                                 |
| 026 | May, Peter                            | Cadavres chinois à Houston                                                                | Snakehead                                    | 2009                                 |
| 027 | Garcia-Roza, Luiz Alfredo             | Objets trouvés                                                                            | Achados e perdidos                           | 2009                                 |
| 028 | Attia, Maurice                        | Paris blues                                                                               | –                                            | 2009                                 |
| 029 | Zamponi, Francis                      | In nomine patris                                                                          | –                                            | 2009                                 |
| 030 | Jody, Jean-Paul                       | Stringer                                                                                  | –                                            | 2009                                 |
| 031 | Secret, Anne                          | La Mort à Lubeck                                                                          | –                                            | 2009                                 |
| 032 | Quadruppani, Serge                    | Colchiques dans les prés                                                                  | –                                            | 2009                                 |
| 033 | Eriksson, Kjell                       | Le Cercueil de pierre                                                                     | Stenkistan                                   | 2010                                 |
| 034 | May, Peter                            | Jeux mortels à Pékin                                                                      | The Runner                                   | 2010                                 |
| 035 | Garcia-Roza, Luiz Alfredo             | Bon anniversaire, Gabriel !                                                               | Vento sudoeste                               | 2010                                 |
| 036 | Latynina, Julia                       | La Chasse au renne de Sibérie                                                             | Ohota na izûbrâ                              | 2010                                 |
| 037 | Larsson, Stieg                        | Les Hommes qui n'aimaient pas les femmes                                                  | Män som hatar kvinnor                        | 2010                                 |
| 038 | Salem, Carlos                         | Aller simple                                                                              | Camimo de ida                                | 2010                                 |
| 039 | Stefánsson, Jón Hallur                | Brouillages                                                                               | Krosstré                                     | 2010                                 |
| 040 | Eriksson, Kjell                       | La terre peut bien se fissurer                                                            | Jorden må rämna                              | 2010                                 |
| 041 | Claude, Hervé                         | Nickel chrome                                                                             | –                                            | 2010                                 |
| 042 | McGahan, Andrew                       | Australia Underground                                                                     | Australia Underground                        | 2010                                 |
| 043 | Weerts, François                      | Les Sirènes d'Alexandrie                                                                  | –                                            | 2011                                 |
| 044 | May, Peter                            | L'Éventreur de Pékin                                                                      | Chinese Whispers                             | 2011                                 |
| 045 | Davidsen, Leif                        | La Chanteuse russe                                                                        | Den russiske sangerinde                      | 2011                                 |
| 046 | Read, Cornelia                        | Champs d'ombres                                                                           | A Field of Darkness                          | 2011                                 |
| 047 | Lewis, Simon                          | Trafic sordide                                                                            | Bad Traffic                                  | 2011                                 |
| 048 | Salem, Carlos                         | Nager sans se mouiller                                                                    | Matar y guardar la ropa                      | 2011                                 |
| 049 | Eriksson, Kjell                       | La Princesse du Burundi                                                                   | Prinsessan av Burundi                        | 2011                                 |
| 050 | Higashino, Keigo                      | La Maison où je suis mort autrefois                                                       | Mukashi boku ga shinda ie                    | 2011                                 |
| 051 | May, Peter                            | L'Île des chasseurs d'oiseaux                                                             | The Blackhouse                               | 2011                                 |
| 052 | Larsson, Stieg                        | La Fille qui rêvait d'un bidon d'essence et d'une allumette                               | Flickan som lekte med elden                  | 2012                                 |
| 053 | Pastor, Ben                           | Lumen                                                                                     | Lumen                                        | 2012                                 |
| 054 | Garcia-Roza, Luiz Alfredo             | Une fenêtre à Copacabana                                                                  | Uma janela em Copacabana                     | 2012                                 |
| 055 | Walker, Lalie                         | Les Survivantes                                                                           | –                                            | 2012                                 |
| 056 | Davidsen, Leif                        | Un Russe candide                                                                          | Den troskyldige russer                       | 2012                                 |
| 057 | Waddell, Dan                          | Code 1879                                                                                 | The Blood Detective                          | 2012                                 |
| 058 | Vatinel, Pascal                       | Parce que le sang n'oublie pas                                                            | –                                            | 2012                                 |
| 059 | Lapaque, Sébastien                    | Les Barricades mystérieuses                                                               | –                                            | 2012                                 |
| 060 | Hammer, Lotte Hammer, Søren (da)      | Morte la bête                                                                             | Svinehunde                                   | 2012                                 |
| 061 | Läckberg, Camilla                     | La Princesse des glaces                                                                   | Isprinsessan                                 | 2012                                 |
| 062 | Torgov, Morley                        | Meurtre en la majeur                                                                      | Murder in A-major                            | 2012                                 |
| 063 | Fitzpatrick, Kylie                    | La Neuvième Pierre                                                                        | The Ninth Stone                              | 2012                                 |
| 064 | Penny, Louise                         | Nature morte                                                                              | Still Life                                   | 2012                                 |
| 065 | Matsumoto, Seichō                     | Un endroit discret                                                                        | Tōi Sekkin                                   | 2012                                 |
| 066 | Neuhaus, Nele                         | Flétrissure                                                                               | Tiefe Wunden                                 | 2012                                 |
| 067 | Stefánsson, Jón Hallur                | L'Incendiaire                                                                             | Vargurinn                                    | 2012                                 |
| 068 | Wagner, Jan Costin                    | Lune de glace                                                                             | Eismond                                      | 2012                                 |
| 069 | Claude, Hervé                         | Les ours s'embrassent pour mourir                                                         | –                                            | 2012                                 |
| 070 | Higashino, Keigo                      | Le Dévouement du suspect X                                                                | Yōgisha X no Kenshin                         | 2012                                 |
| 071 | Läckberg, Camilla                     | Cyanure                                                                                   | Snöstorm och mandeldoft                      | 2012                                 |
| 072 | Larsson, Stieg                        | La Reine dans le palais des courants d'air                                                | Luftslottet som sprängdes                    | 2013                                 |
| 073 | Árbol, Víctor del                     | La Tristesse du samouraï                                                                  | La tristeza del samurai                      | 2013                                 |
| 074 | May, Peter                            | L'Homme de Lewis                                                                          | The Lewis Man                                | 2013                                 |
| 075 | Sarid, Yishai                         | Le Poète de Gaza                                                                          | Limassol                                     | 2013                                 |
| 076 | Waddell, Dan                          | Depuis le temps de vos pères                                                              | The Blood Atonement                          | 2013                                 |
| 077 | Bonnot, Xavier-Marie                  | Le Pays oublié du temps                                                                   | –                                            | 2013                                 |
| 078 | Salem, Carlos                         | Je reste roi d'Espagne                                                                    | Pero sigo siendo el rey                      | 2013                                 |
| 079 | Jody, Jean-Paul                       | Parcours santé                                                                            | –                                            | 2013                                 |
| 080 | Read, Cornelia                        | L'École des dingues                                                                       | The Crazy School                             | 2013                                 |
| 081 | Guttridge, Peter                      | Promenade du crime                                                                        | City of Dreadful Night                       | 2013                                 |
| 082 | Barde-Cabuçon, Olivier                | Casanova et la Femme sans visage                                                          | –                                            | 2013                                 |
| 083 | Davidsen, Leif                        | À la recherche d'Hemingway                                                                | På udkig efter Hemingway                     | 2013                                 |
| 084 | Kepler, Lars                          | L'Hypnotiseur                                                                             | Hypnotisören                                 | 2013                                 |
| 085 | Läckberg, Camilla                     | Le Prédicateur                                                                            | Predikanten                                  | 2013                                 |
| 086 | Jahn, Ryan David                      | De bons voisins                                                                           | Acts of Violence                             | 2013                                 |
| 087 | Kristensen, Monica                    | Le Sixième Homme                                                                          | Kullunge                                     | 2013                                 |
| 088 | Estrada, Christophe                   | Hilarion                                                                                  | –                                            | 2013                                 |
| 089 | Niel, Colin                           | Les Hamacs de carton                                                                      | –                                            | 2013                                 |
| 090 | Penny, Louise                         | Sous la glace                                                                             | A Fatal Grace                                | 2013                                 |
| 091 | Stakhov, Dmitri                       | Le Retoucheur                                                                             | Retušer : ispovedʹ nenaemnogo ubijcy         | 2013                                 |
| 092 | Läckberg, Camilla                     | Le Tailleur de pierre                                                                     | Stenhuggaren                                 | 2013                                 |
| 093 | Latynina, Julia                       | Caucase circus                                                                            | Niâzbek                                      | 2013                                 |
| 094 | Eriksson, Kjell                       | Le Cri de l'engoulevent                                                                   | Nattskärran                                  | 2013                                 |
| 095 | Vilar, Jean-François                  | Bastille Tango                                                                            | –                                            | 2013                                 |
| 096 | Wagner, Jan Costin                    | Le Silence                                                                                | Das Schweigen                                | 2013                                 |
| 097 | Higashino, Keigo                      | Un café maison                                                                            | Seijo no Kyūsai                              | 2013                                 |
| 098 | Hammer, Lotte Hammer, Søren (da)      | Le Prix à payer                                                                           | Alting har sin pris                          | 2013                                 |
| 099 | Neuhaus, Nele                         | Blanche-Neige doit mourir                                                                 | Schneewittchen muss sterben                  | 2013                                 |
| 100 | Claro                                 | Les Souffrances du jeune ver de terre                                                     | –                                            | 2014                                 |
| 101 | May, Peter                            | Le Braconnier du lac perdu                                                                | The Chessmen                                 | 2014                                 |
| 102 | Kepler, Lars                          | Le Pacte                                                                                  | Paganinikontraktet                           | 2014                                 |
| 103 | Fitzpatrick, Kylie                    | Une fibre meurtrière                                                                      | The Silver Thread                            | 2014                                 |
| 104 | Mosley, Walter                        | Le Vertige de la chute                                                                    | The Long Fall                                | 2014                                 |
| 105 | Barde-Cabuçon, Olivier                | Messe noire                                                                               | –                                            | 2014                                 |
| 106 | Bell, David                           | Fleur de cimetière                                                                        | Cemetery Girl                                | 2014                                 |
| 107 | Bishop-Stall, Shaughnessy             | Mille petites falaises                                                                    | Ghosted                                      | 2014                                 |
| 108 | Everett, Percival                     | Montée aux enfers                                                                         | Assumption                                   | 2014                                 |
| 109 | Hargla, Indrek                        | L'Énigme de Saint-Olav                                                                    | Oleviste mõistatus                           | 2014                                 |
| 110 | Garcia-Roza, Luiz Alfredo             | L'Étrange Cas du Dr Nesse                                                                 | Perseguido                                   | 2014                                 |
| 111 | Läckberg, Camilla                     | L'Oiseau de mauvais augure                                                                | Olycksfågeln                                 | 2014                                 |
| 112 | Penny, Louise                         | Le Mois le plus cruel                                                                     | The Cruelest Month                           | 2014                                 |
| 113 | Jahn, Ryan David                      | Emergency 911                                                                             | The Dispatcher                               | 2014                                 |
| 114 | Alsterdal, Tove                       | Femmes sur la plage                                                                       | Kvinnorna på stranden                        | 2014                                 |
| 115 | Kristensen, Monica                    | Opération Fritham                                                                         | Operasjon Fritham                            | 2014                                 |
| 116 | Guttridge, Peter                      | Le Dernier Roi de Brighton                                                                | The Last King of Brighton                    | 2014                                 |
| 117 | Axl Sund, Erik                        | Persona                                                                                   | Kråkflickan                                  | 2014                                 |
| 118 | Berg, Alex                            | Zone de non-droit                                                                         | Machtlos                                     | 2014                                 |
| 119 | Waite, Urban                          | La Terreur de vivre                                                                       | The Terror of Living                         | 2014                                 |
| 120 | Carlos Somoza, José                   | L'Appât                                                                                   | El cebo                                      | 2014                                 |
| 121 | Läckberg, Camilla                     | L'Enfant allemand                                                                         | Tyskungen                                    | 2014                                 |
| 122 | Latynina, Julia                       | Gangrène                                                                                  | Zemlâ vojny                                  | 2014                                 |
| 123 | Kepler, Lars                          | Incurables                                                                                | Eldvittnet                                   | 2015                                 |
| 124 | Neuhaus, Nele                         | Vent de sang                                                                              | Wer Wind sät                                 | 2015                                 |
| 125 | Mosley, Walter                        | Les Griffes du passé                                                                      | Known to evil                                | 2015                                 |
| 126 | Salem, Carlos                         | Un jambon calibre 45                                                                      | Un jamón calibre 45                          | 2015                                 |
| 127 | Linna, Martti                         | Le Royaume des perches                                                                    | Ahventen valtakunta                          | 2015                                 |
| 128 | Higashino, Keigo                      | La Prophétie de l'abeille                                                                 | Tenkū no Hachi                               | 2015                                 |
| 129 | Schenkel, Andrea Maria                | Un tueur à Munich                                                                         | Josef Kalteis                                | 2015                                 |
| 130 | Wagner, Jan Costin                    | L'Hiver des lions                                                                         | Im Winter der Löwen                          | 2015                                 |
| 131 | Hargla, Indrek                        | Le Spectre de la rue du Puits                                                             | Rataskaevu viirastus                         | 2015                                 |
| 132 | Axl Sund, Erik                        | Trauma                                                                                    | Hungerelden                                  | 2015                                 |
| 133 | Läckberg, Camilla                     | La Sirène                                                                                 | Sjöjungfrun                                  | 2015                                 |
| 134 | Rutés, Sébastien                      | Mélancolie des corbeaux                                                                   | –                                            | 2015                                 |
| 135 | Hammer, Lotte Hammer, Søren (da)      | Le Cercle des cœurs solitaires                                                            | Ensomme hjerters klub                        | 2015                                 |
| 136 | Niel, Colin                           | Ce qui reste en forêt                                                                     | –                                            | 2015                                 |
| 137 | DeSilva, Bruce                        | Pyromanie                                                                                 | Rogue Island                                 | 2015                                 |
| 138 | Penny, Louise                         | Défense de tuer                                                                           | The Murder Stone                             | 2015                                 |
| 139 | Skipper, Roger Alan                   | Le Baptême de Billy Bean                                                                  | The Baptism of Billy Bean                    | 2015                                 |
| 140 | Muñoz, José Luis                      | Babylone Vegas                                                                            | Lluvia de níquel                             | 2015                                 |
| 141 | May, Peter                            | Scène de crime virtuelle                                                                  | Virtually Dead                               | 2015                                 |
| 142 | Axl Sund, Erik                        | Catharsis                                                                                 | Pythians anvisningar                         | 2015                                 |
| 143 | Árbol, Víctor del                     | La Maison des chagrins                                                                    | Respirar por la herida                       | 2015                                 |
| 144 | Malajovich, Gustavo                   | Le Jardin de bronze                                                                       | El jardín de bronce                          | 2015                                 |
| 145 | Kourtovik, Démosthène                 | La Nostalgie des dragons                                                                  | Hī nostalgía tō̂n drákōn : mythistórīma       | 2015                                 |
| 146 | Eriksson, Kjell                       | Les Cruelles Étoiles de la nuit                                                           | Nattens grymma stjärnor                      | 2015                                 |
| 147 | Mathieu, Nicolas                      | Aux animaux la guerre                                                                     | –                                            | 2016                                 |
| 148 | Neuhaus, Nele                         | Méchant Loup                                                                              | Böser Wolf                                   | 2016                                 |
| 149 | Mosley, Walter                        | En bout de course                                                                         | When the Thrill Is Gone                      | 2016                                 |
| 150 | Barde-Cabuçon, Olivier                | Tuez qui vous voulez                                                                      | –                                            | 2016                                 |
| 151 | Kristensen, Monica                    | Vodka, Pirojki et Caviar                                                                  | Den døde i Barentsburg                       | 2016                                 |
| 152 | Dantec, Maurice G.                    | Les Résidents                                                                             | –                                            | 2016                                 |
| 153 | Berg, Alex                            | La Marionnette                                                                            | Die Marionette                               | 2016                                 |
| 154 | Waddell, Dan                          | La Moisson des innocents                                                                  | Harvest of the innocents                     | 2016                                 |
| 155 | Conlon, Edward                        | Rouge sur rouge                                                                           | Red on Red                                   | 2016                                 |
| 156 | Read, Cornelia                        | L'Enfant invisible                                                                        | Invisible Boy                                | 2016                                 |
| 157 | Higashino, Keigo                      | L'Équation de plein été                                                                   | Manatsu no Hōteishiki                        | 2016                                 |
| 158 | Läckberg, Camilla                     | Le Gardien de phare                                                                       | Fyrvaktaren                                  | 2016                                 |
| 159 | Hargla, Indrek                        | Le Glaive du bourreau                                                                     | Apteeker Melchior ja timuka tütar            | 2016                                 |
| 160 | Wagner, Jan Costin                    | Lumière dans une maison obscure                                                           | Das Licht in einem dunklen Haus              | 2016                                 |
| 161 | Penny, Louise                         | Révélation brutale                                                                        | The Brutal Telling                           | 2016                                 |
| 162 | Clerc-Murgier, Hélène                 | Abbesses                                                                                  | –                                            | 2016                                 |
| 163 | May, Peter                            | L'Île du serment                                                                          | Entry Island                                 | 2016                                 |
| 164 | Braffet, Kelly                        | Sauve-toi !                                                                               | Save Yourself                                | 2016                                 |
| 165 | Gordon, David                         | Polarama                                                                                  | The Serialist                                | 2016                                 |
| 166 | Herron, Mick                          | La Maison des tocards                                                                     | Slow Horses                                  | 2016                                 |
| 167 | Eriksson, Kjell                       | L'Homme des montagnes                                                                     | Mannen från bergen                           | 2016                                 |
| 168 | Dahl, Arne                            | Message personnel                                                                         | Viskleken                                    | 2016                                 |
| 169 | Árbol, Víctor del                     | Toutes les vagues de l'océan                                                              | Un millón de gotas                           | 2017                                 |
| 170 | Kepler, Lars                          | Le Marchand de sable                                                                      | Sandmannen                                   | 2017                                 |
| 171 | Barde-Cabuçon, Olivier                | Humeur noire à Venise                                                                     | –                                            | 2017                                 |
| 172 | Jahn, Ryan David                      | Le Dernier Lendemain                                                                      | The Last Tomorrow                            | 2017                                 |
| 173 | Higashino, Keigo                      | La Lumière de la nuit                                                                     | Byakuyako                                    | 2017                                 |
| 174 | Guttridge, Peter                      | Abandonnés de Dieu                                                                        | The Thing Itself                             | 2017                                 |
| 175 | Läckberg, Camilla                     | La Faiseuse d'anges                                                                       | Änglamakerskan                               | 2017                                 |
| 176 | Neuhaus, Nele                         | Les Vivants et les Morts                                                                  | Die Lebenden und die Toten                   | 2017                                 |
| 177 | Hermanson, Marie                      | Zone B                                                                                    | Himmelsdalen                                 | 2017                                 |
| 178 | Salem, Carlos                         | Le Plus Jeune Fils de Dieu                                                                | El huevo izquierdo del talento               | 2017                                 |
| 179 | Alzamora i Martín, Sebastià           | Memento mori                                                                              | Crim de sang                                 | 2017                                 |
| 180 | Lagercrantz, David                    | Ce qui ne me tue pas                                                                      | Det som inte dödar oss                       | 2017                                 |
| 181 | Bell, David                           | Un lieu secret                                                                            | The Hiding Place                             | 2017                                 |
| 182 | Runcie, James                         | Sidney Chambers et l'Ombre de la mort                                                     | Sidney Chambers and The Shadow of Death      | 2017                                 |
| 183 | Bulnes, Miquel                        | Le Sang dans nos veines                                                                   | Het bloed in onze aderen                     | 2017                                 |
| 184 | Barde-Cabuçon, Olivier                | Le Détective de Freud                                                                     | –                                            | 2017                                 |
| 185 | Hargla, Indrek                        | L'Étrangleur de Pirita                                                                    | Apteeker Melchior ja Pirita kägistaja        | 2017                                 |
| 186 | Niel, Colin                           | Obia                                                                                      | –                                            | 2017                                 |
| 187 | Côté, Jacques                         | Dans le quartier des agités                                                               | –                                            | 2017                                 |
| 188 | Pötzsch, Oliver                       | La Fille du bourreau                                                                      | Die Henkerstochter                           | 2017                                 |
| 189 | Axl Sund, Erik                        | Les Corps de verre : Mélancolie noire                                                     | Glaskroppar                                  | 2017                                 |
| 190 | May, Peter                            | Les Fugueurs de Glasgow                                                                   | Runaway                                      | 2017                                 |
| 191 | Sainz de la Maza, Aro                 | Le Bourreau de Gaudí                                                                      | El asesino de La Pedrera                     | 2017                                 |
| 192 | Wagner, Jan Costin                    | Le premier mai tomba la dernière neige                                                    | Tage des letzten Schnees                     | 2017                                 |
| 193 | Penny, Louise                         | Enterrez vos morts                                                                        | Bury Your Dead                               | 2018                                 |
| 194 | Santiago, Mikel                       | La Dernière Nuit à Tremore Beach                                                          | La última noche de Tremore Beach             | 2018                                 |
| 195 | Lagercrantz, David                    | Indécence manifeste                                                                       | Syndafall i Wilmslow                         | 2018                                 |
| 196 | Sigurðardóttir, Yrsa                  | Indésirable                                                                               | Kuldi                                        | 2018                                 |
| 197 | Sarid, Yishai                         | Une proie trop facile                                                                     | The Investigation of Captain Erez            | 2018                                 |
| 198 | Zepeda Patterson, Jorge               | Les Corrupteurs                                                                           | Los corruptores                              | 2018                                 |
| 199 | Panowich, Brian                       | Bull Mountain                                                                             | Bull Mountain                                | 2018                                 |
| 200 | Alsterdal, Tove                       | Dans le silence enterré                                                                   | I tystnaden begravd                          | 2018                                 |
| 201 | Kepler, Lars                          | Désaxé                                                                                    | Stalker                                      | 2018                                 |
| 202 | Barde-Cabuçon, Olivier                | Entretien avec le diable                                                                  | –                                            | 2018                                 |
| 203 | Zander, Joakim                        | Apnée                                                                                     | Simmaren                                     | 2018                                 |
| 204 | Higashino, Keigo                      | La Fleur de l'illusion                                                                    | Mugen-bana                                   | 2018                                 |
| 205 | Caldwell, Ian                         | Le Cinquième Évangile                                                                     | The Fifth Gospel                             | 2018                                 |
| 206 | Läckberg, Camilla                     | Le Dompteur de lions                                                                      | Lejontämjaren                                | 2018                                 |
| 207 | Côté, Jacques                         | Et à l'heure de votre mort                                                                | –                                            | 2018                                 |
| 208 | Martínez, Agustín                     | Monteperdido                                                                              | Plaza y Janés                                | 2018                                 |
| 209 | Bell, David                           | Ne reviens jamais                                                                         | Never Come Back                              | 2018                                 |
| 210 | May, Peter                            | Les Disparus du phare                                                                     | Coffin Road                                  | 2019                                 |
| 211 | Penny, Louise                         | Une illusion d'optique                                                                    | A Trick of the Light                         | 2019                                 |
| 212 | Sainz de la Maza, Aro                 | Les Muselés                                                                               | El ángulo muerto                             | 2019                                 |
| 213 | Kepler, Lars                          | Playground                                                                                | Playground                                   | 2019                                 |
| 214 | Salem, Carlos                         | Attends-moi au ciel                                                                       | Muerto el perro                              | 2019                                 |
| 215 | Kristensen, Monica                    | L'Expédition                                                                              | Ekspedisjonen                                | 2019                                 |
| 216 | Barde-Cabuçon, Olivier                | Le Moine et le Singe-roi                                                                  | –                                            | 2019                                 |
| 217 | Carlos Somoza, José                   | Clara et la Pénombre                                                                      | Clara y la penumbra                          | 2019                                 |
| 218 | Berg, Alex                            | Ta fille morte                                                                            | Dein totes Mädchen                           | 2019                                 |
| 219 | Niel, Colin                           | Seules les bêtes                                                                          | –                                            | 2019                                 |
| 220 | Alsterdal, Tove                       | Tango fantôme                                                                             | Låt mig ta din hand                          | 2019                                 |
| 221 | Sigurðardóttir, Yrsa                  | ADN                                                                                       | DNA                                          | 2019                                 |
| 222 | Runcie, James                         | Sidney Chambers et les Périls de la nuit                                                  | Sidney Chambers and The Perils of the Night  | 2019                                 |
| 223 | Läckberg, Camilla                     | La Sorcière                                                                               | Häxan                                        | 2019                                 |
| 224 | Árbol, Víctor del                     | La Veille de presque tout                                                                 | La víspera de casi todo                      | 2019                                 |
| 225 | Zepeda Patterson, Jorge               | Milena ou le Plus Beau Fémur du monde                                                     | Milena o el fémur más bello del mundo        | 2019                                 |
| 226 | Jahn, Ryan David                      | La Tendresse de l’assassin                                                                | The Gentle Assassin                          | 2019                                 |
| 227 | Dahl, Arne                            | Prenons la place des morts                                                                | Hela havet stormar                           | 2019                                 |
| 228 | Lagercrantz, David                    | La Fille qui rendait coup pour coup                                                       | Mannen Som Sökte Sin Skugga                  | 2019                                 |
| 229 | Pötzsch, Oliver                       | La Fille du bourreau et le Moine noir                                                     | Die Henkerstochter und der schwarze Mönch    | 2019                                 |
| 230 | Katz Krefeld, Michael                 | La Peau des anges                                                                         | Afsporet                                     | 2019                                 |
| 231 | Tótth, Benedek                        | Comme des rats morts                                                                      | Holtverseny                                  | 2019                                 |
| 232 | Hågensen, Lisa                        | Ses yeux bleus                                                                            | Hennes ögon blå                              | 2019                                 |
| 233 | Penny, Louise                         | Le Beau Mystère                                                                           | The Beautiful Mystery                        | 2020                                 |
| 234 | Iles, Greg                            | Brasier noir                                                                              | Natchez Burning                              | 2020                                 |
| 235 | Barde-Cabuçon, Olivier                | Le Carnaval des vampires                                                                  | –                                            | 2020                                 |
| 236 | Oruña, María                          | Le Port secret                                                                            | Puerto escondido                             | 2020                                 |
| 237 | Higashino, Keigo                      | Les Doigts rouges                                                                         | Akai yubi                                    | 2020                                 |
| 238 | Maria Schenkel, Andrea                | Bunker                                                                                    | Bunker                                       | 2020                                 |
| 239 | Hargla, Indrek                        | La Chronique de Tallinn                                                                   | Tallinna Kroonika                            | 2020                                 |
| 240 | Santiago, Mikel                       | Le Mauvais Chemin                                                                         | El mal camino                                | 2020                                 |
| 241 | May, Peter                            | Je te protégerai                                                                          | I'll Keep You Safe                           | 2020                                 |
| 242 | Lenot, Alexandre                      | Écorces vives                                                                             | –                                            | 2020                                 |
| 243 | Hjorth, Michael Rosenfeldt, Hans      | La Fille muette                                                                           | Den stumma flickan                           | 2020                                 |
| 244 | Penny, Louise                         | La Faille en toute chose                                                                  | How the Light Gets In                        | 2021                                 |
| 245 | Niel, Colin                           | Sur le ciel effondré                                                                      | –                                            | 2021                                 |
| 246 | Goux, Jean-Pierre                     | Le Rêve de Gaïa                                                                           | –                                            | 2021                                 |
| 247 | Roslund, Anders Thunberg, Stefan      | Made in Sweden                                                                            | Björndansen                                  | 2021                                 |
| 248 | Iles, Greg                            | L'Arbre aux morts                                                                         | The Bone Tree                                | 2021                                 |
| 249 | Árbol, Víctor del                     | Par-delà la pluie                                                                         | Por encima de la lluvia                      | 2021                                 |
| 250 | Hammer, Lotte Hammer, Søren (da)      | La Fille dans le marais de Satan                                                          | Pigen i Satans mose                          | 2021                                 |
| 251 | Mola, Carmen                          | La Fiancée gitane                                                                         | La novia gitana                              | 2021                                 |
| 252 | Hargla, Indrek                        | Le Démon de Gotland                                                                       | Apteeker Melchior ja Gotlandi kurat          | 2021                                 |
| 253 | Lagercrantz, David                    | La Fille qui devait mourir                                                                | Hon som måste dö                             | 2021                                 |
| 254 | Sigurðardóttir, Yrsa                  | Succion                                                                                   | Sogid                                        | 2021                                 |
| 255 | Barde-Cabuçon, Olivier                | Petits meurtres au Caire                                                                  | –                                            | 2021                                 |
| 256 | Panowich, Brian                       | Comme les lions                                                                           | Like Lions                                   | 2022                                 |
| 257 | Civico, Alexandre                     | Atmore, Alabama                                                                           | –                                            | 2021                                 |
| 258 | Kepler, Lars                          | Le Chasseur de lapins                                                                     | Kaninjägaren                                 | 2021                                 |
| 259 | Läckberg, Camilla                     | La Cage dorée                                                                             | En bur av guld                               | 2021                                 |
| 260 | Dahl, Arne                            | Jeu du loup                                                                               | Blindbock                                    | 2021                                 |
| 261 | Hammesfahr, Petra                     | The Sinner                                                                                | The Sinner                                   | 2022                                 |
| 262 | Iles, Greg                            | Le Sang du Mississippi                                                                    | Mississippi Blood                            | 2022                                 |
| 263 | Penny, Louise                         | Un long retour                                                                            | The Long Way Home                            | 2022                                 |
| 264 | Goux, Jean-Pierre                     | Ombres et Lumières                                                                        | –                                            | 2022                                 |
| 265 | Lippman, Laura                        | Corps inflammables                                                                        | Sunburn                                      | 2022                                 |
| 266 | Ericsdotter, Åsa                      | L'Épidémie                                                                                | Epidemin                                     | 2022                                 |
| 267 | Hjorth, Michael Rosenfeldt, Hans      | Celui qui n'était pas un meurtrier                                                        | Det fördolda                                 | 2022                                 |
| 268 | Estrada, Christophe                   | Hilarion : L'Araignée d'Apollon                                                           | –                                            | 2022                                 |
| 269 | Katz Krefeld, Michael                 | Disparu                                                                                   | Savnet                                       | 2022                                 |
| 270 | Hjorth, Michael Rosenfeldt, Hans      | Le Disciple                                                                               | Lärjungen                                    | 2022                                 |
| 271 | Martínez, Agustín                     | La Mauvaise Herbe                                                                         | La mala hierba                               | 2022                                 |
| 272 | Nordbo, Mads Peder                    | La Fille sans peau                                                                        | Pigen uden hud                               | 2022                                 |
| 273 | Hjorth, Michael Rosenfeldt, Hans      | Le Tombeau                                                                                | Fjällgraven                                  | 2022                                 |
| 274 | May, Peter                            | Rendez-vous à Gibraltar                                                                   | A Silent Death                               | 2022                                 |
| 275 | Martin, Ibon                          | La Valse des tulipes                                                                      | La danza de los tulipanes                    | 2022                                 |
| 276 | Zepeda Patterson, Jorge               | Mort contre la montre                                                                     | Muerte a contrarreloj                        | 2022                                 |
| 277 | Pötzsch, Oliver                       | La Fille du bourreau et le Roi des mendiants                                              |                                              | 2022                                 |
| 278 | Árbol, Víctor del                     | Le Poids des morts                                                                        | El peso de los muertos                       | 2022                                 |
| 279 | Mola, Carmen                          | Le Réseau pourpre                                                                         | La Red púrpura                               | 2022                                 |
| 280 | Läckberg, Camilla                     | Des ailes d'argent                                                                        | Vingar av silver                             | 2022                                 |
| 281 | Hjorth, Michael Rosenfeldt, Hans      | Recalé                                                                                    | De Underkända                                | 2022                                 |
| 282 | Hummel, Maria                         | Le Musée des femmes assassinées                                                           | Still Lives                                  | 2023                                 |
| 283 | Kepler, Lars                          | Lazare                                                                                    | Lazarus                                      | 2023                                 |
| 284 | Penny, Louise                         | La Nature de la bête                                                                      | The Nature of the Beast                      | 2023                                 |
| 285 | Axl Sund, Erik                        | Une vie de poupée : Mélancolie grise                                                      | Dockliv                                      | 2023                                 |
| 286 | Roslund, Anders Thunberg, Stefan      | Si tu me balances                                                                         | En Bror Att Dö För                           | 2023                                 |
| 287 | Hausmann, Romy                        | Chère petite                                                                              | Liebes Kind                                  | 2023                                 |
| 288 | Efstathiadis, Minos                   | Le Plongeur                                                                               | Ο Δύτης                                      | 2023                                 |
| 289 | Sabatini, Mariano                     | L'Imposture du marronnier                                                                 | L'inganno dell'ippocastano                   | 2023                                 |
| 290 | Iles, Greg                            | Cemetery Road                                                                             | Cemetery Road                                | 2023                                 |
| 291 | Higashino, Keigo                      | Le Nouveau                                                                                | Shinzanmono                                  | 2023                                 |
| 292 | McKinty, Adrian                       | Ne me cherche pas demain                                                                  | In the Morning I'll be Gone                  | 2023                                 |
| 293 | May, Peter                            | La Petite Fille qui en savait trop                                                        | The Man With No Face                         | 2023                                 |
| 294 | Sigurðardóttir, Yrsa                  | Absolution                                                                                | Aflausn                                      | 2023                                 |
| 295 | Hämäläinen, Karo                      | Une soirée de toute cruauté                                                               | Ilta on julma                                | 2023                                 |
| 296 | Nordbo, Mads Peder                    | Angoisse glaciale                                                                         | Kold angst                                   | 2023                                 |
| 297 | Sainz de la Maza, Aro                 | Docile                                                                                    | Dócil                                        | 2023                                 |
| 298 | Árbol, Víctor del                     | Avant les années terribles                                                                | Antes de los años terribles                  | 2023                                 |
| 299 | Hjorth, Michael Rosenfeldt, Hans      | Justice divine                                                                            | En högre rättvisa                            | 2023                                 |
| 300 | Läckberg, Camilla                     | Petites Histoires cruelles (contient Femmes sans merci et Sans passer par la case départ) | (contient Kvinnor utan nåd et Gå i fängelse) | 2023                                 |
| 301 | Kepler, Lars                          | L'Homme-miroir                                                                            | Spegelmannen                                 | 2024                                 |
| 302 | Penny, Louise                         | Un outrage mortel                                                                         | A Great Reckoning                            | 2024                                 |
| 303 | Hammer, Lotte Hammer, Søren (da)      | Le Polonais fou                                                                           | Den sindssyge polak                          | 2024                                 |
| 304 | Rosenfeldt, Hans                      | L'Été des loups                                                                           | Vargasommar                                  | 2024                                 |
| 305 | Herron, Mick                          | Les lions sont morts                                                                      | Dead Lions                                   | 2024                                 |
| 306 | Lippman, Laura                        | La Voix du lac                                                                            | Lady in the Lake                             | 2024                                 |
| 307 | May, Peter                            | Quarantaine                                                                               | Lockdown                                     | 2024                                 |
| 308 | Sigurðardóttir, Yrsa                  | Le Trou                                                                                   | Gatið                                        | 2024                                 |
| 309 | Penny, Louise Rodham clinton, Hillary | État de terreur                                                                           | State of Terror                              | 2024                                 |
| 310 | Higashino, Keigo                      | Les Sept Divinités du bonheur                                                             | Kirin no tsubasa                             | 2024                                 |
| 311 | Mola, Carmen                          | La Bestia                                                                                 | La Nena                                      | 2024                                 |
| 312 | Fexeus, Henrik Läckberg, Camilla      | La Boîte à magie                                                                          | Box                                          | 2024                                 |
| 313 | Schoeters, Gaea                       | Le Trophée                                                                                | Trofee                                       | 2024                                 |
| 314 | Smirnoff, Karin                       | La Fille dans les serres de l'aigle                                                       | Havsörnens skrik                             | 2025                                 |
| 315 | Carlos Somoza, José                   | Étude en noir                                                                             | Estudio en negro                             | 2025                                 |
| 316 | Árbol, Víctor del                     | Le Fils du père                                                                           | El hijo del padre                            | 2025                                 |
| 317 | Axl Sund, Erik                        | Saison morte : Mélancolie blanche                                                         | Otid                                         | 2025                                 |
| 318 | Freu, Julien                          | Ce qui est enfoui                                                                         | –                                            | 2025                                 |
| 319 | Fexeus, Henrik Läckberg, Camilla      | Le Culte                                                                                  | Kult                                         | 2025                                 |
| 320 | Avdic, Asa                            | Isola                                                                                     | Isola                                        | 2025                                 |
| 321 | Higashino, Keigo                      | Le Cygne et la Chauve-souris                                                              | Hakuchō ta kōmori                            | 2025                                 |
| 322 | Everett, Percival                     | Châtiment                                                                                 | The Trees                                    | 2025                                 |
| 323 | Nygårdshaug, Gert                     | Chimera                                                                                   | Chimera                                      | 2025                                 |
| 324 | Hjorth, Michael Rosenfeldt, Hans      | Ce qu'on a semé                                                                           | Som man sår                                  | 2025                                 |
| 325 | Barde-Cabuçon, Olivier                | Les Sept Vies du moine                                                                    | –                                            | 2025                                 |
| 326 | Neuhaus, Nele                         | Amitié éternelle                                                                          | In ewiger Freundschaft                       | 2025                                 |
| 327 | Conrad, Patrick                       | Au fin fond de décembre                                                                   | Diep in December                             | 2025                                 |
| 328 | Penny, Louise                         | Maisons de verre                                                                          | Glass Houses                                 | 2025                                 |